# Aphyxion
Aphyxion er et dansk melodisk dødsmetal-band dannet i 2007 i Ribe. De har bl.a. spillet på Wacken Open Air som det yngste band nogensinde, og har opnået stor international anerkendelse siden Metal Hammer UK i 2014 proklamerede at bandet var "frelserne af melodisk dødsmetal" og "et af de mest spændende bands i Europa" (Dom Lawson, Metal Hammer UK).
Bandet blev i 2017 valgt til at være opvarmningsband for Metallica i det nyåbnede Royal Arena.

## Medlemmer
- Michael Vahl - vokal
- Jakob Jensen - trommer
- Jonas Haagensen - guitar
- Jesper Haas - guitar
- Jais Jessen - bas

## Diskografi
- Eradication of Fates (2009, EP)
- Obliteration of the Weak (2010, EP)
- Earth Entangled (2014)
- Aftermath (2016)
- Void (2019)
- "Ad Astra"(2023)